# Patrioten für Deutschland
Die Patrioten für Deutschland (Kurzbezeichnung: Patrioten) war eine 1986 gegründete deutsche rechtskonservative Kleinpartei, die bis 1992 bestand. Sie gilt als die Nachfolgepartei der 1974 gegründeten und bis 1986 bestehenden Europäischen Arbeiter-Partei und gehörte wie sie zur LaRouche-Bewegung. Die Parteivorsitzende war Helga Zepp-LaRouche, die Ehefrau von Lyndon LaRouche. Ihre Nachfolgepartei ist die 1992 gegründete Bürgerrechtsbewegung Solidarität.

## Mitglieder
Ihre bekannten Protagonisten waren frühere Bundeswehrgeneräle wie Paul-Albert Scherer und Friedrich-Wilhelm Grunewald sowie der ehemalige CSU-Landtagsabgeordnete Friedrich August Freiherr von der Heydte. Der frühere Landesvorsitzende der EAP in NRW, Hartmut Cramer, gehörte ihr ebenfalls an.
Die zehn Landesverbände hatten 1987 etwa 2000 Mitglieder.

## Zielsetzungen
Die Patrioten für Deutschland positionierten sich laut Friedrich-Wilhelm Grunewald rechts von der CDU und links von der Partei Die Republikaner und Konservativen und kämpften für „moralische und kulturelle Erneuerung unseres Volkes“ und gegen den „Ausverkauf der nationalen Interessen“.

## Wahlergebnisse
Bei der Landtagswahl in Niedersachsen 1986 erreichte die Partei mit 0,3 % der abgegebenen Stimmen ihr bestes Ergebnis. Bei der Landtagswahl in Baden-Württemberg 1988 kam sie auf 0,1 %.
Die Patrioten traten erfolglos bei den Bundestagswahlen 1987, bei der sie 0,1 % erreichten, und 1990 an, bei der sie 0,0 % erzielten. Bei der Europawahl in Deutschland 1989 blieben sie unter 0,1 % der abgegebenen Stimmen.